# Mountstuart Elphinstone
Mountstuart Elphinstone (Dumbarton, 6 ottobre 1779 – Hookwood, 20 novembre 1859) è stato un politico e storico britannico. Fu governatore di Bombay (l'attuale Mumbai), dove fondò diverse istituzioni educative accessibili alla popolazione indiana. Oltre a svolgere l'attività di amministratore, scrisse libri sull'India e sull'Afghanistan. Le sue opere sono uno degli esempi più rilevanti della tendenza storiografica coloniale.

## Gioventù
Nacque a Dumbarton, il 6 ottobre 1779, fu educato alla Royal High School di Edimburgo e cresciuto come membro della Chiesa d'Inghilterra. Era il quarto figlio dell'XI barone Elphinstone, e di Anna, figlia di Lord Ruthven, nella paria di Scozia. Entrato nel servizio civile della Compagnia britannica delle Indie orientali, di cui uno dei suoi zii era direttore, arrivò all'inizio del 1796 a Calcutta (oggi Kolkata), dove ricoprì diversi incarichi subordinati. Nel 1799 scampò al massacro di Benares (oggi Varanasi), compiuto dai seguaci del deposto nawab di Oudh Wazir Ali Khan. Nel 1801 fu trasferito al servizio diplomatico, dove fu assegnato alla corte del sovrano peshwa Baji Rao II come assistente del residente britannico Josiah Webbe.

## Diplomatico
Alla corte del peshwa ebbe la sua prima occasione di distinzione, venendo aggregato in qualità di diplomatico alla missione di Sir Arthur Wellesley presso i Maratha. Quando, falliti i negoziati, scoppiò la guerra, Elphinstone, pur essendo un civile, agì come aiutante di campo di Wellesley. Nella battaglia di Assaye e per tutta la campagna militare dimostrò un raro coraggio e una tale conoscenza delle tattiche che Wellesley gli disse che avrebbe dovuto essere un soldato. Nel 1804, al termine della guerra, Elphinstone fu nominato residente britannico a Nagpur. Questo gli permise di avere molto tempo libero da dedicare alla lettura e allo studio. Nel 1807 rimase per un breve periodo a Gwalior.
Nel 1808 fu nominato primo inviato britannico alla corte di Kabul, con l'obiettivo di assicurarsi l'alleanza degli afghani contro la prevista avanzata di Napoleone in India. L'accordo raggiunto si rivelò inutile, in quanto il sovrano afghano Shah Shuja Durrani fu cacciato dal trono dal fratello prima della ratifica dell'accordo. Il risultato più prezioso dell'ambasciata fu l'opera di Elphinstone intitolata "Account of the Kingdom of Cabul and its Dependencies in Persia and India" (1815).
Dopo aver trascorso circa un anno a Calcutta per redigere il resoconto della sua missione, nel 1811 ad Elphinstone fu affidato l'importante e difficile incarico di residente a Pune. La difficoltà derivava dalla complicazione della politica maratha e soprattutto dalla debolezza dei vari peshwa, che Elphinstone aveva notato fin dal primo momento. La tenue pace tra i peshwa si ruppe nel 1817 con la dichiarazione di guerra dei Maratha ai britannici. Durante la terza guerra anglo-maratha Elphinstone assunse il comando dell'esercito, vincendo la battaglia di Khadki. I territori dei peshwa furono annessi ai territori britannici. Nel 1818 Elphinstone divenne Commissario del Deccan.

## Governatore

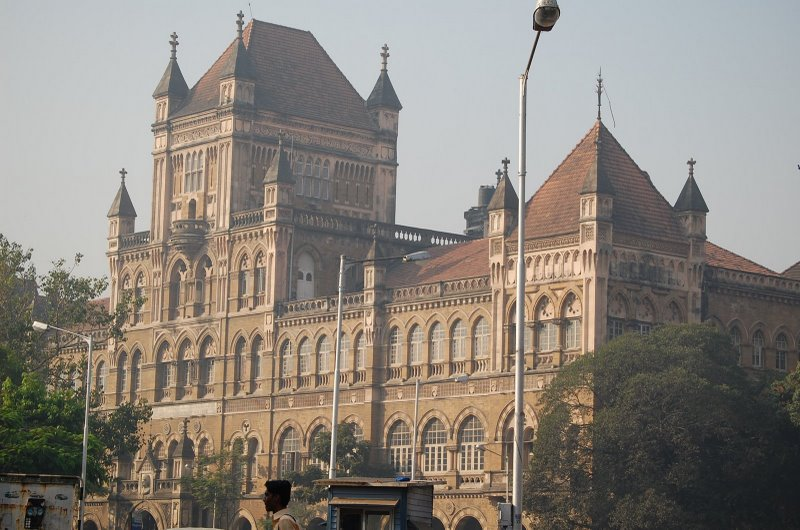
Elphinstone College, Mumbai, fondato nel 1856

Nel 1819 Elphinstone fu nominato luogotenente governatore di Bombay, carica che mantenne fino al 1827. Durante il suo mandato promosse l'istruzione in India, in un periodo in cui l'opinione pubblica britannica era contraria all'istruzione dei nativi. Può essere considerato il fondatore del sistema di istruzione statale in India. Uno dei suoi principali risultati fu la compilazione del "Codice Elphinstone".
Restituì al raja del Satara molte terre di cui i britannici si erano appropriati.
In quel periodo costruì il primo bungalow di Malabar Hill e, seguendo il suo esempio, molte persone importanti presero residenza in quella località, che ben presto divenne alla moda, come lo è tuttora.
Il suo legame con la Presidenza di Bombay è ricordato dalle dotazioni all'Elphinstone College da parte delle comunità locali e dall'erezione di una statua di marmo da parte degli abitanti europei. La stazione ferroviaria di Elphinstone Road e l'Elphinstone Circle, entrambi nella città di Mumbai, non sono però intitolati a lui, ma a suo nipote, John, XIII Lord Elphinstone, che divenne governatore di Bombay negli anni 1850.

## Ritorno in Gran Bretagna e morte

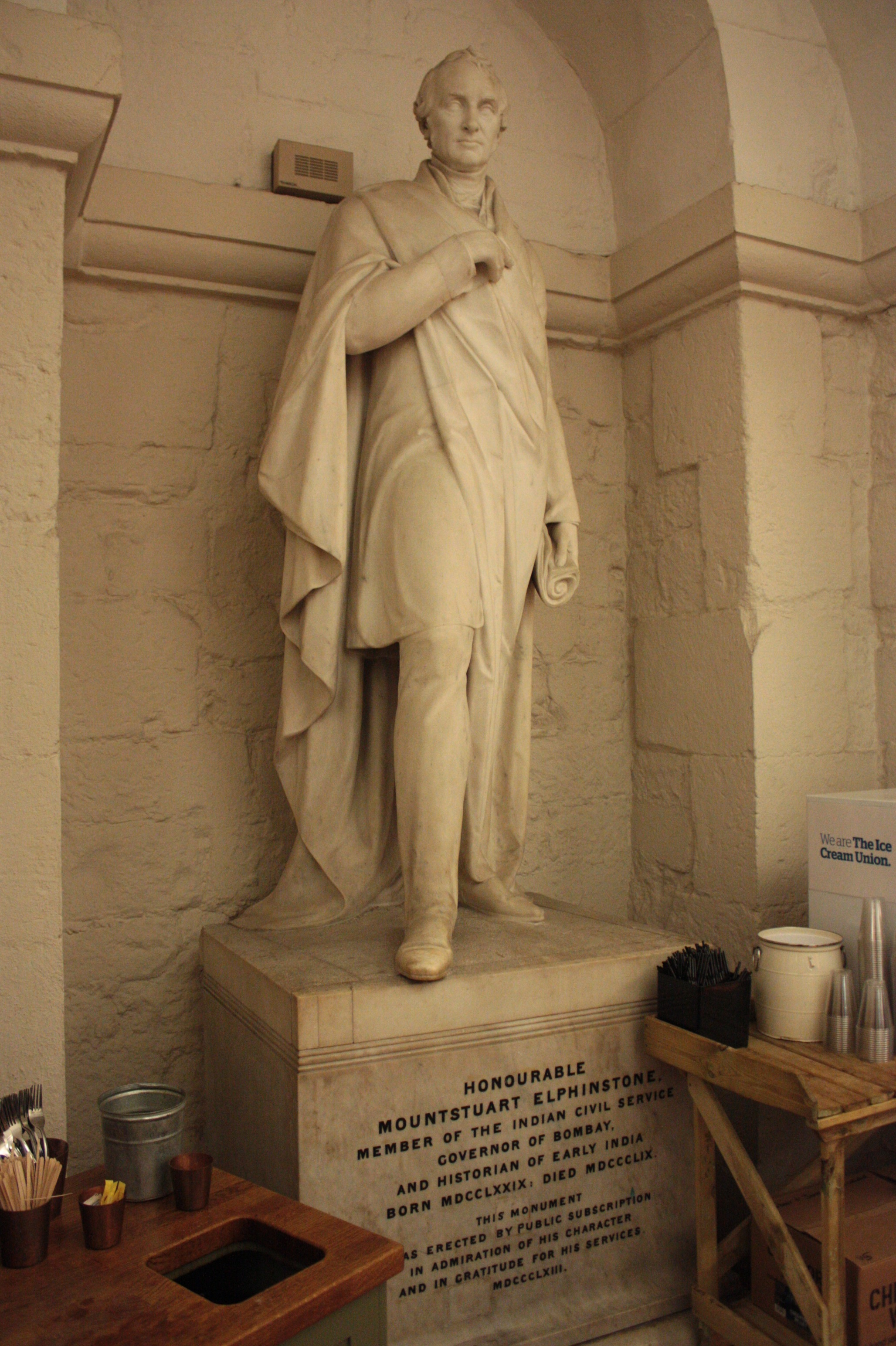
Il monumento commemorativo di Mountstuart Elphinstone nella Cattedrale di San Paolo

Nel 1829, tornato in Gran Bretagna dopo due anni di viaggio, Elphinstone continuò a influenzare gli affari pubblici, operando più in Inghilterra che in Scozia. Ciononostante nel 1830 fu eletto fellow della Royal Society of Edinburgh, su proposta di sir John Robison.
Rifiutò per due volte la nomina a governatore generale dell'India, preferendo terminare la sua opera in due volumi "The History of India" (1841). Morì a Hookwood (località del villaggio di Charlwood, nel Surrey) il 20 novembre 1859. È sepolto nel cimitero di Limpsfield.
Una delle principali vie commerciali di Karachi, Zaibunnisa Street, si chiamava in suo nome Elphinstone Street. La cittadina di Elphinstone (Victoria), il sobborgo di Mount Stuart (Tasmania) e la sua strada principale, Elphinstone Road, sono stati intitolati a lui. Una sua statua si trova nella cripta della Cattedrale di San Paolo a Londra. James Sutherland Cotton scrisse la sua biografia nel 1892 come parte della serie "Rulers of India". Lo storico James Grant Duff chiamò suo figlio Mountstuart Elphinstone, in suo onore.

## Pubblicazioni
- (EN) Mountstuart Elphinstone, An Account of the Kingdom of Cabul, and its Dependencies in Persia, Tartary, and India, Londra, Longman, Hurst, Rees, Orme, and Brown, 1815.
- (EN) Mountstuart Elphinstone, The History of India, vol. I, 1ª ed., Londra, John Murray, 1841.
- (EN) Mountstuart Elphinstone, The History of India, vol. II, 1ª ed., Londra, John Murray, 1841.
- (EN) Mountstuart Elphinstone, History of India, 9ª ed., Londra, John Murray, 1905.
- (EN) Mountstuart Elphinstone, The Rise of the British Power in the East, a cura di Edward Colebrooke, Londra, John Murray, 1887.